# 斎藤清衛
斎藤 清衛（さいとう きよえ、1893年5月26日 - 1981年3月4日）は、日本の国文学者。筆名・伎世江。

## 経歴
出生から修学期
1893年、山口県熊毛郡で生まれた。徳山中学校、第三高等学校を経て、東京帝国大学国文科に進学。1918年に卒業。
国文学研究者として(戦前)
大学卒業後は教諭となり、埼玉師範学校に勤務。次いで1920年より広島高等師範学校教授、1933年に退職し、欧米を訪ねた。1938年、学位論文『応永永享時代文芸意識の研究』を東京帝国大学に提出して文学博士号を取得。1940年、北京師範大学教授として中国に赴任。1942年、京城帝国大学教授に就いた。
太平洋戦争後
1946年、広島文理科大学教授に就いた。1953年、旧・東京都立大学教授に転じた。1959年に東京都立大学を定年退官。1959年4月からは東洋大学教授として教鞭をとり、その後も成城大学教授、相模女子大学教授、甲南女子大学教授を歴任した。1981年に死去。

## 著作
著書
- 『国文学の本質』明治書院 1924
- 『国文学の序説：四大国文学者の批判』古今書院 1925
- 『国文学の傾向』不老閣書房 1926
- 『太平記選釈』受験講座刊行会(国文学講座) 1930
- 『国文学概論』受験講座刊行会(国文学講座) 1930
- 『地上を行くもの』改造社 1933
- 『南北朝時代文学新史』春陽堂 1933
- 『はてしなく歩む：武蔵野より因幡国までの行脚記』地上社 1934
- 『新講和歌史』育英書院 1935
- 『中世日本文学』文学社(日本文学大系) 1935
- 『東北の細道に立つ』春陽堂 1935
- 『近古時代文芸思潮史 応永・永享篇』明治書院 1936
- 『山家集研究』新潮社・旧新潮文庫  1936
- 『作文』(全4冊) 星野書店 1937
- 『芭蕉』楽浪書院(日本全書) 1937
- 『欧羅巴紀行東洋人の旅』春陽堂書店 1937
- 『精神美としての日本文学』人文書院 1938
- 『批評文学』河出書房(日本文学大系) 1938
- 『武蔵野に炊ぐ』黄河書院 1938
- 『日本的性格の文学』子文書房(文芸文化叢書) 1939
- 『日本人の紀行』八雲書林 1940
- 『鎌倉室町文学と日本国民性』日本放送出版協会　1941 ラジオ新書
- 『日本文学の真髄』日本放送出版協会(ラジオ新書) 1941
- 『北京の窓：民族の対立と融和』黄河書院 1941
- 『国文学の基礎論』黄河書院 1943
- 『われらの日本文学』至文堂(青少年日本文学) 1943
- 『日本文学の性格』振鈴社 1947
- 『和歌史新講』明治書院 1951
- 『徒然草の新しい解釈』至文堂 1952
- 『奥の細道・芭蕉紀行全通講』力書房 1953
- 『徒然草』弘文堂(アテネ文庫,古典解説シリーズ) 1954
- 『日本文学研究法』河出書房 1956
- 『隠仙の文学』武蔵野書院 1963
- 『日本文芸思潮全史』南雲堂桜楓社(ジャンル別日本文学史) 1963
- 『中世日本文学』有朋堂 1966
  - 再版 筑摩書房(筑摩叢書) 1969
- 『芝草』右文書院　1971
- 『南北朝時代文学通史』古川書房　1972 古川叢書
- 『日本紀行』春陽堂書店　1974

共編著
- 『集成文学概論』明治書院 1927
- 『文芸鑑賞読本 大正篇』星野書店 1927
- 『文芸鑑賞読本 明治篇』星野書店 1927
- 『明治文学十大家選』明治書院 1928

- 『赫映姫篇』垣内松三共編、星野書店(日本文学読本大系) 1929
- 『兼好抄』垣内松三共編、星野書店,　1929　日本文学読本大系
- 『楠公父子篇』垣内松三共編、星野書店(日本文学読本大系) 1929
- 『秋成抄』垣内松三共編、星野書店(日本文学読本大系) 1930
- 『清盛篇』垣内松三共編、星野書店(日本大学読本大系) 1930
- 『作者別名歌集成 附・和歌小史』藤井書店 1930
- 『俊寛篇』垣内松三共編、星野書店(日本文学読本大系) 1930
- 『真淵抄』垣内松三共編、星野書店(日本文学読本大系) 1930
- 『名歌集成 作者別』藤井書店 1930
- 『保元物語・太平記選釈』清水泰共著 国文学大講座. 日本文学社 1935
- 『日本文学者年譜』明治書院 1936
- 『中世文学新選』東京武蔵野書院 1941
- 『随筆・日記・評論』成瀬正勝共著、至文堂(日本文学教養講座) 1951
- 『日本文学概論』金子金治郎共著、中央図書出版社 1950
- 『要註御伽草子名作選』武蔵野書院 1953
- 『論文の書き方』南雲堂桜楓社 1963